# Podolasia stipitata
Podolasia es un género monotípico de plantas con flores perteneciente a la familia Araceae. Su única especie, Podolasia stipitata N.E.Br., es originaria de la península de Malaca, Sumatra y Borneo.

## Descripción
Esta especie tiene características vegetales que son similares a los del género Lasia y tiene características similares a las  flores del género Cyrtosperma. Stipitata Podolasia es endémica del archipiélago malayo.  Tiene hojas coriáceas que pueden variar de ser astadas a sagitadas. La inflorescencia es de color blanco cuando se produce por primera vez, pero empieza a ponerse morada de arriba hacia abajo cuando la antesis masculina comienza.  La fruta producida es grande y de color rojo. 

## Taxonomía
Podolasia stipitata fue descrita por Nicholas Edward Brown y publicado en The Gardeners' Chronicle & Agricultural Gazette 1882(2): 70. 1882.
Sinonimia
- Lasia stipitata N.E.Br., Gard. Chron., n.s., 1882(2): 70 (1882), pro syn.
- Cyrtosperma angustilobum Engl., Pflanzenr., IV, 23C: 21 (1911).[1]